# Valeri Falkov
Valeri Nikoláyevich Falkov (en ruso: Валерий Николаевич Фальков; Tiumén, Unión Soviética, 18 de octubre de 1978) es un jurista y político ruso que desde el 21 de enero de 2020 se desempeña como ministro de Ciencia y Educación Superior. Antes de eso fue rector de la Universidad de Tiumén.

## Biografía
Valeri Falkov nació el 18 de octubre de 1978 en Tiumén en el óblast de Tiumén en Siberia Occidental. En 1995 se graduó en la escuela secundaria Novoseleznevskaya en el raión de Kazansky del óblast de Tiumén e inmediatamente después, ingresó en la facultad de derecho de la Universidad Estatal de Tiumén de donde se graduó en 2000 con una licenciatura en jurisprudencia, después ingresó en la escuela de posgrado y en mayo de 2003 completó sus estudio antes de lo previsto con la defensa de su tesis titulada «Mejorando la regulación legal de las campañas electorales en la Federación Rusa».
De 2003 a 2007 se desempeñó como director adjunto del Departamento de Derecho Constitucional y Municipal en la Universidad Estatal de Tiumén y en 2007 recibió el título académico de profesor asociado en el departamento. De marzo a noviembre de 2007, asumió el puesto de director adjunto de Asuntos Académicos del Instituto de Estado y Derecho de la Universidad Estatal de Tiumén y después trabajó como vicerrector de Educación Continua y Ramas de la Universidad, puesto que ocupó hasta 2011 cuando fue asignado al puesto de Director del Instituto de Derecho, Economía y Gestión de la Universidad.

### Rector de la Universidad Estatal de Tiumén
De octubre de 2012 a abril de 2013 trabajó como rector interino de la Universidad Estatal de Tiumén. El 21 de marzo de 2013 fue elegido rector de esta universidad en una conferencia del colectivo laboral. El 30 de abril de 2015 fue elegido presidente del Consejo de Rectores de las universidades del óblast de Tiumén. Aparte de su trabajo como rector, entre 2006 y 2013, fue miembro de la Comisión Electoral del óblast de Tiumén con voto de calidad y, de 2009 a 2011, fue presidente del Consejo de Jóvenes Científicos y Especialistas del óblast de Tiumén. Desde marzo de 2012, ha sido vicepresidente de la rama regional de la organización pública de toda Rusia «Asociación de Abogados de Rusia» y presidente de la rama de la Asociación en la ciudad de Tiumén.
Al año siguiente, en 2013, fue elegido diputado de la VI convocatoria de la Duma de la ciudad de Tiumén como candidato del partido Rusia Unida. Se postuló para el distrito electoral de mandato único N.º 5. En las elecciones obtuvo el 67,21 % de los votos. El segundo lugar lo ocupó el candidato de Rusia Justa Alexander Kadulin, subdirector de la organización regional de veteranos de Tiumén, «Puesto avanzado» (12,09 %). Dentro de la Duma local trabajó como presidente de la comisión permanente de planificación urbana y relaciones territoriales. Permaneció en este puesto hasta el 18 de septiembre de 2016 cuando fue elegido diputado de la Duma del óblast de Tiumén por el distrito electoral de mandato único N.º 17. Obtuvo el 51,72 % de los votos. Su rival más cercano, Vladímir Chertishchev (Partido Comunista de la Federación de Rusia), vicepresidente de la Duma Regional de Tiumén, recibió el 24,22 %. En la Duma, encabezó el comité de política social y se unió a la facción de Rusia Unida.
El 17 de abril de 2018, fue reelegido rector de la Universidad Estatal de Tiumén por decisión de la Comisión de Certificación del Ministerio de Educación y Ciencia de Rusia. El 15 de enero de 2020 fue incluido en el grupo de trabajo para preparar propuestas de enmiendas a la Constitución de la Federación de Rusia.

### Ministro de Ciencia y Educación Superior
El 21 de enero de 2020, por decreto presidencial firmado por el presidente de Rusia Vladímir Putin, fue nombrado ministro de Ciencia y Educación Superior de Rusia. Además de su puesto como ministro ocupa los siguientes cargos:
- Miembro del Consejo de Ciencia y Educación del Presidente de la Federación Rusa (desde diciembre de 2018).
- Miembro del Patronato de la Fundación Rusa para la Ciencia (desde marzo de 2020),
- Miembro del Consejo de Supervisión del Instituto Kurchatov (desde julio de 2022).
- Vicepresidente de la Sección Regional y presidente de la Sección de la ciudad de Tiumén del Colegio de Abogados de Rusia (desde marzo de 2012).

## Premios y reconocimientos
- Certificado de Honor del Ministerio de Educación de la Federación de Rusia (2003);
- Insignia de Honor de la Duma regional de Tiumén (2009);
- Certificado de Honor del Gobernador del óblast de Tiumén (2013);
- Diploma de la Duma Estatal de la Asamblea Federal de la Federación Rusa (2014);
- Certificado de Agradecimiento del Enviado Plenipotenciario Presidencial al Distrito Federal de los Urales (2015);
- Certificado de reconocimiento del presidente del Consejo de la Federación de la Asamblea Federal de la Federación Rusa (2017).[7]